# Eye in the Sky (album)
Eye in the Sky är ett musikalbum av progrockbandet The Alan Parsons Project, utgivet 1982. Omslaget var ljusgrönt med horus öga tryckt i guld.

## Låtlista
Samtliga låtar skrivna av Alan Parsons och Eric Woolfson.
Sida 1
1. "Sirius" - 1:53
2. "Eye in the Sky" - 4:36
3. "Children of the Moon" - 4:51
4. "Gemini" - 2:11
5. "Silence and I" - 7:22

Sida 2
1. "You're Gonna Get Your Fingers Burned" - 4:23
2. "Psychobabble" - 4:51
3. "Mammagamma" - 3:34
4. "Step by Step" - 3:53
5. "Old and Wise" - 4:54